# Margine di contribuzione
Il margine di contribuzione unitario è la differenza tra il prezzo di vendita unitario ed il costo variabile unitario, che sono rispettivamente il ricavo ed il costo associati ad una variazione unitaria del volume di output (MdCU = PdVU-CVU).
La somma dei margini di contribuzioni unitari relativi ad un periodo dà il margine di contribuzione di periodo. Quando il margine di contribuzione del periodo è uguale al totale dei costi fissi del periodo si raggiunge il punto di pareggio; quando il margine di contribuzione è maggiore dei costi fissi si genera l'utile.
Il concetto di margine di contribuzione può essere utilizzato per una riclassificazione del conto economico utile a valutare l'effetto sul reddito di variazioni del volume di vendita o del fatturato. Tale riclassificazione si ottiene deducendo dai ricavi i costi variabili (ricavi - costi variabili = margine di contribuzione lordo di primo livello). Secondo tale riclassificazione, se dal margine di contribuzione si sottraggono i costi fissi diretti si ottiene il margine di contribuzione di secondo livello, detto anche margine di contribuzione netto, anche definito come margine semi lordo di contribuzione o MSLC (ricavi - costi variabili - costi fissi propri dei prodotti = margine di contribuzione di secondo livello).